# Formigueiro-da-serra
Formigueirinho-serrano ou formigueiro-da-serra (Formicivora serrana) é uma espécie de ave da família Thamnophilidae.
É endémica do Brasil.
Os seus habitats naturais são: florestas subtropicais ou tropicais húmidas de baixa altitude e florestas secundárias altamente degradadas.